# ニワシロユリ
ニワシロユリ（英:Madonna lily, white lily）は、ユリ科ユリ属の植物。 

## 概要
バルカン半島や中東が原産地。フランス、イタリア、ウクライナなどのヨーロッパ地域や北アフリカ、カナリア諸島、メキシコなどにも帰化している。
古くから3000年以上栽培されており、多くの文化にとって大きな象徴的価値を持っている。ユリに共通するウイルス病に罹り、またボトリティス菌にも弱い。ウイルス病の問題を解決する術の一つとして種子から育てることが挙げられる。

## 特徴
他のユリと異なり、冬の間に葉のロゼットを成長させて、翌年の夏に枯れる。葉の付いた花茎1.2mほどに成長し、時には2mに達することもある。花は純白で、花弁の奥が黄色に染まっている。

## 文化

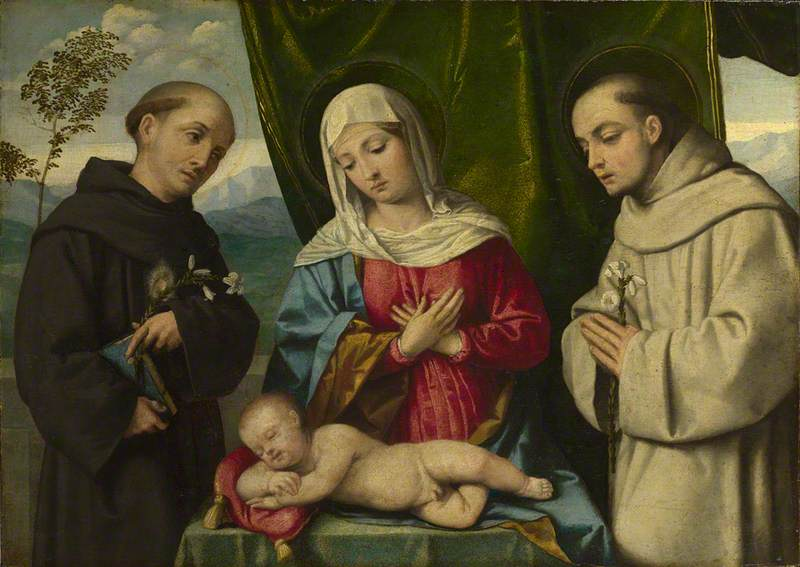
母子とパドヴァのアントニオ、ニコーラ・ダ・トレンティーノ。両聖人とも白いユリの花を持っており、その貞節な生活を象徴している。

ニワシロユリは、古代ミノアのクノッソス宮殿跡にある『ユリの王子』と題されたフレスコ画に描かれている。
聖書の翻訳によっては、ヘブライ語のShoshannahを『歌の中のユリ』と訳しているものもある。 例えば、アブラハム・イブン・エズラは、「良い香りを放ち、6枚の花弁と6本のの雄蕊を持つ白いユリ」と表現している。しかし、『峡谷のユリ』という言葉があるように、一般的に山地に生育し、谷間には生育しないため、その正体は不明である。
聖書には、ソロモン神殿の柱と真鍮製の海（水盤）にニワシロユリの意匠を施された。
カトリック教会と正教会の一部の図像において、白いユリは純潔を象徴している。例えば、中世の受胎告知の描写では、大天使ガブリエルが聖母マリアに白いユリを手渡ししている。更に白いユリはナザレのヨセフ、パドヴァのアントニオ、マリア・ゴレッティなど他の処女や貞潔な聖人の象徴でもある。
フランスでは、ニワシロユリを様式化したものと表現されるフルール・ド・リスの象徴が採用されたが、この象徴の形状は、より正確にはキショウブまたはニオイイリスに似ている。ユリの花はイエフド・メディナータの古代硬貨やサラディン時代のシリアの中世の旗にも描かれている。西洋の文脈で初めて登場するのは、アッコにある聖ヨハネ騎士団の施設の食堂を飾る石彫で、おそらくヴァロワ＝アンジュー家が採用した事との関連を示している。
1999年以前、ニワシロユリはケベック州の州花であり、これはおそらくケベック州旗のフルール・ド・リスに因んだものであろう。しかし、ニワシロユリはケベック州には自生していないとして批判され、1999年にケベック州原産のブルーフラッグに変更された。

## 食用
台湾では花も球根も食用として利用されており、ニワシロユリの他にハカタユリ、オニユリ、イトハユリなどが食べられている。

## 動物への毒性

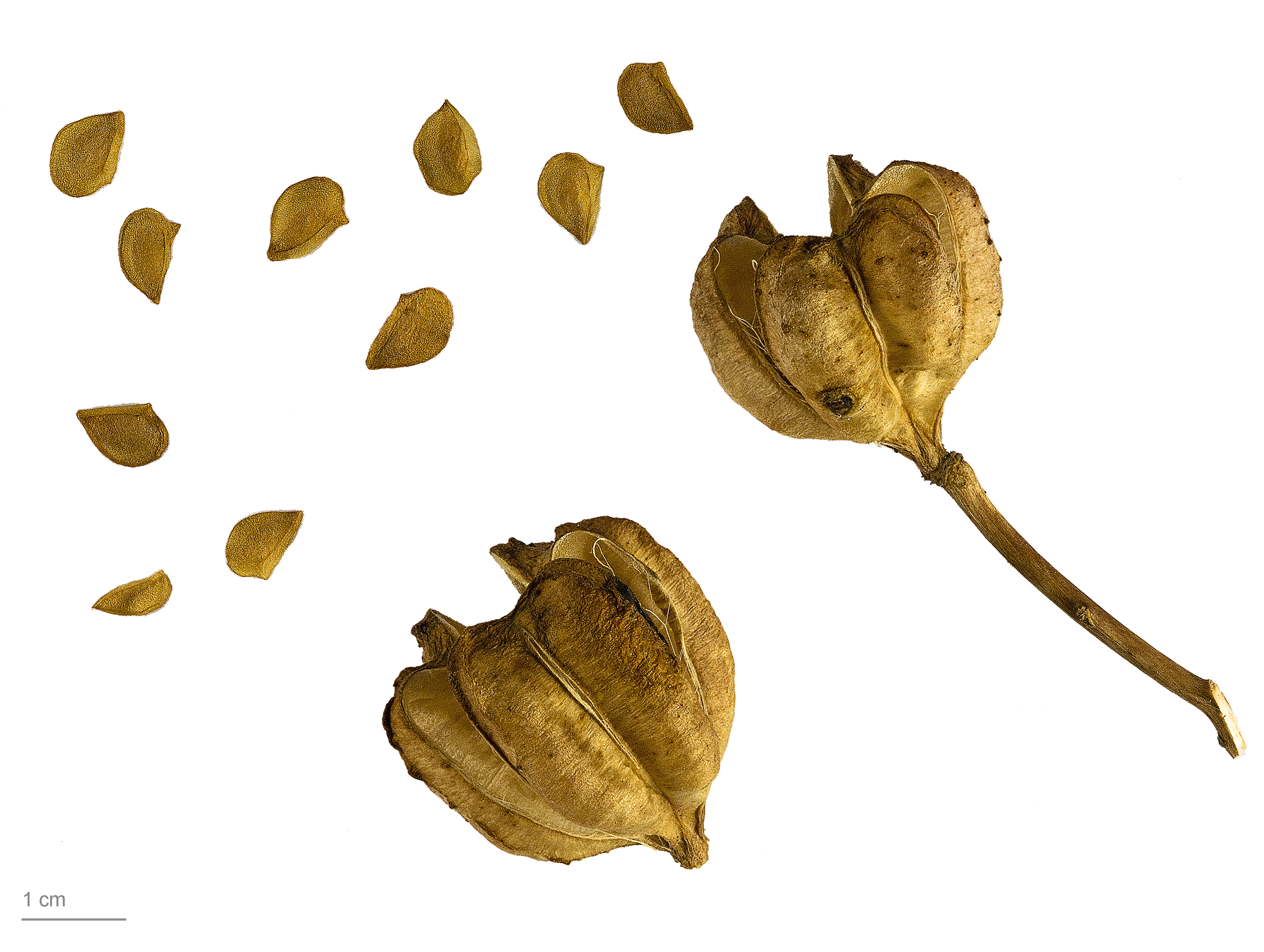
ニワシロユリの種の鞘と種子 - トゥールーズ自然史博物館

ネコはこの植物の毒性に対して極めて敏感で、摂取するとしばしば致命的となる。摂取した場合は活性炭の投与や催吐処置を行うことによって吸収される毒素の量を減らすことができる。治療は一刻を争うため、場合によっては獣医師が自宅で行うことを進めることもある。ネコに大量の輸液を点滴で行い、腎臓への被害を軽減し、生存の可能性を高めることができる。

## ギャラリー
- イスラエルのカルメル山
- カナダのブリティッシュコロンビア州のバンクーバーのヴァンデューセン植物園